# Shopping Cidade do Porto
O Shopping Cidade do Porto, também conhecido como Shopping do Bom Sucesso, é uma superfície comercial situada na zona da Boavista, no Porto, Portugal.

## Localização
O Shopping Cidade do Porto localiza-se na Boavista, uma das áreas da cidade com maior concentração de comércio e serviços. Situa-se em frente ao Mercado do Bom Sucesso e à Galeria Comercial Península. A poucos minutos a pé encontram-se as Faculdades de Ciências, Arquitectura e Letras da Universidade do Porto.

## História
O Shopping Cidade do Porto foi construído na primeira metade da década de 90, tendo o projecto sido aprovado pelo executivo camarário da altura, liderado por Fernando Gomes, apesar do Plano Director Municipal prever para a zona a criação de um espaço verde e de não se verificar a distância regulamentar entre o shopping e o estabelecimento escolar mais próximo. Por esse motivo, o arquitecto José Pulido Valente interpôs uma acção legal visando anular o licenciamento do shopping, que venceu em 2002. No ano seguinte o Tribunal Administrativo e Fiscal do Porto ordenou a demolição, mas em 2005 a decisão foi suspensa, já que estaria eminente a aprovação de um novo Plano Director Municipal que legalizaria o edifício. Em 2008 o referido PDM ainda não foi aprovado, estando em vigor um prazo de 42 meses (a contar desde Novembro de 2007, isto é, até Maio de 2011) findo o qual o Shopping Cidade do Porto, se não tiver sido entretanto legalizado, deverá ser demolido.
Apesar da polémica, o shopping mantém-se em funcionamento e foi inclusivamente alvo de uma remodelação em 2001.
Em 15 de Abril de 2010 foi revogado do decreto-lei de 1949 que fixa as distâncias mínimas entre as construções e os terrenos das escolas, em Conselho de Ministros, poderá abrir a porta à legalização do centro na esfera municipal.
Para evitar a demolição bastará serem introduzidas alterações ao edifício do shopping de modo a conformar-se com o actual Plano Director Municipal (PDM).
No entanto sucessivos recursos estão a adiar "sine die" a demolição do Centro Comercial Bom Sucesso, no Porto, que deveria ter ocorrido em Maio, conforme decisão judicial de 2007.
Depois da ordem da demolição, decretada duas vezes pelo Tribunal Administrativo e Fiscal do Porto não ser cumprida, em setembro de 2015, a Câmara do Porto decidiu salvar o centro comercial da demolição sem que os proprietários do imóvel tenham de desembolsar um euro.
Em outubro de 2015, a Assembleia Municipal do Porto aprovou, com os votos contra do BE e as abstenções do PSD e CDU, a proposta da Câmara para isentar de taxas a legalização do "shopping" Bom Sucesso.
A Câmara podia optar por demolir o centro comercial ou tentar legalizá-lo. As duas soluções constam de uma sentença de um tribunal de 2007, que considerou nulo o despacho municipal que deu luz verde à construção do 'shopping'.
Em janeiro de 2023, o Grupo Domingos Névoa, de Braga, comprou por 28 milhões de euros, ao Grupo Teixeira Duarte, o Shopping Cidade do Porto.

## Características
O Shopping Cidade do Porto tem mais de 15.000 m² de área locável, distribuídos por quatro pisos aos quais foram dados os nomes de Piso Lazer (-1), Bom Sucesso (0), Gonçalo Sampaio (1) e Mouzinho de Albuquerque (2). A estrutura do edifício compreende um largo vão central, num dos cantos do qual está um elevador panorâmico. Nos andares subterrâneos existem 560 lugares de estacionamento pago.

### Lojas
Entre as 112 lojas do Cidade do Porto destaca-se, pela sua área, o supermercado da cadeia espanhola Froiz. O shopping conta também com várias lojas de renome internacional, tais como a Zara, a Mango, United Colors Of Benetton ou O Boticário, entre outras.

### Restauração e lazer
O Shopping Cidade do Porto dispõe de duas praças de alimentação, uma no piso -1 e outra no piso 2. Entre os cerca de 20 restaurantes e cafés estão representadas marcas como a Subway, McDonald's e a Pizza Hut.
Aquando da sua inauguração, em 1994, o Cidade do Porto ganhou notoriedade sobretudo pela sua zona de lazer, constituída por um rinque de gelo, pistas de mini-bowling e um espaço com dezenas de máquinas de videojogos. O rinque foi entretanto substituído por um café/restaurande e um tanque decorativo, a restante zona de lazer deu lugar a mais lojas.

### Cinemas
As quatro salas de cinema do Shopping Cidade do Porto, com capacidade para cerca de 650 espectadores no total, foram exploradas pela Medeia Filmes desde a inauguração do shopping em 1994.
Em 2007, devido ao elevado valor da renda cobrada pela administração do centro comercial a Medeia Filmes considerou retirar-se do Cidade do Porto, o que deu origem a protestos por parte dos utilizadores, sobretudo por se tratar de um dos poucos locais do Grande Porto onde é exibido cinema alternativo. Foi inclusivamente organizado um abaixo-assinado, que entre os mais de 1500 signatários contava com nomes como o de Manoel de Oliveira, Abi Feijó, Ana Luísa Amaral ou Jorge de Sousa Braga. Após negociações entre a Medeia Filmes e a administração do Cidade do Porto, as quatro salas de cinema continuaram em funcionamento até Julho de 2010, altura em que fecharam definitivamente.

### Capela
Nas traseiras do Shopping Cidade do Porto está localizada a Capela de Nossa Senhora do Bom Sucesso, datada de 1748 e restaurada em 2005 após décadas de abandono. A intervenção, no valor de 50 mil euros, foi custeada pela administração do shopping, que considera a capela um "equipamento anexo" ao centro comercial e disponibiliza inclusivamente os contactos e horários desta no seu site oficial.